# 黄林树
黄林树，地名，位于贵州省沿河土家族自治县官舟镇鹿村。相传，因此地曾有一根巨大的黄林树而得名。
明朝景泰年间，冉昇祖公先从官舟搽腊园（今官舟镇开发区一带）迁居高山漆园坝（今沿河县泉坝镇），随后迁居黄林树白角湾，世孙至今居住于此。全寨共计百户有余，主要以冉姓为主。